# Ciclismo en grava

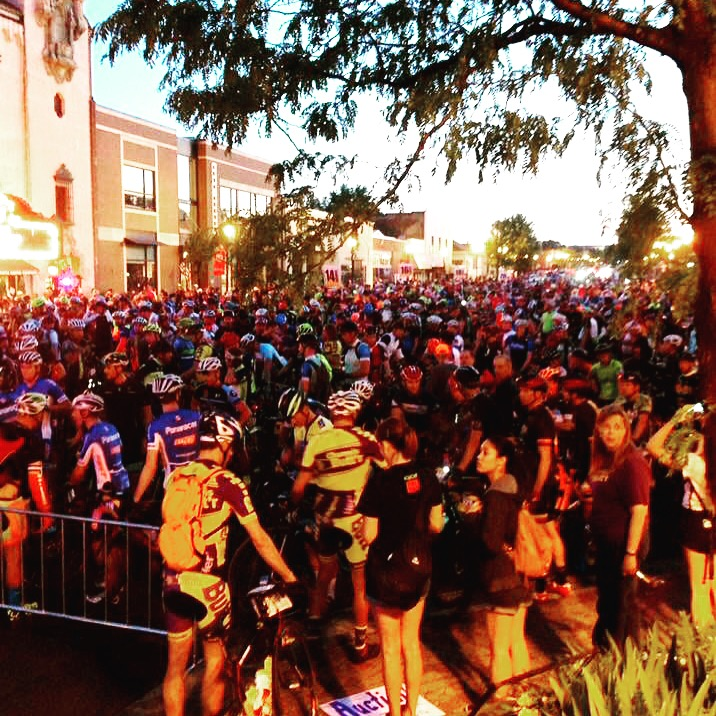
Ciclismo en grava.

El ciclismo en grava (en inglés: gravel) es una disciplina ciclista, nacida a principios del siglo XXI. Designa tanto la modalidad ciclista como la propia bicicleta utilizada para esta práctica.

## Práctica
Es una modalidad de ciclismo entre el ciclismo de carretera y el ciclismo de montaña que mezcla itinerarios por carreteras secundarias así como por senderos, pistas y caminos. Es similar a la práctica del ciclocrós aunque está menos centrada en el rendimiento, y generalmente se realizan rutas más largas en las que se necesitaba una mayor comodidad. Esta modalidad se ha desarrollado en los últimos años en Estados Unidos, con muchas pruebas como el Barry-Roubaix o el Unbound Gravel, en Emporia (Kansas), y se está extendiendo en Europa con la aparición de carreras y pruebas.

## Bicicleta
La bicicleta de gravel es una bicicleta adaptada a esta práctica mixta. Se puede practicar el gravel con distintos tipos de bicicletas; no hay una definición precisa pero algunos rasgos característicos serían:
- Geometría del cuadro adaptada para permitir maniobrabilidad y estabilidad con las bases ampliadas para permitir el montaje de neumáticos de mayor sección que en las bicis de carretera, para proporcionar comodidad, adherencia y resistencia a los pinchazos;[4][5]
- Manillar similar al manillar de carretera, pero con una forma específica para dar comodidad por los caminos;[1][6]
- Frenos de disco;[1][5]
- Sin suspensiones;
- Neumáticos mixtos;[1]
- Soportes para el montaje de guardabarros y portaequipajes

La mayoría de las grandes marcas de bicicleta ofrecen modelos gravel en su catálogo, así como las marcas más artesanales que ofrecen bicicletas personalizables.

## Competiciones

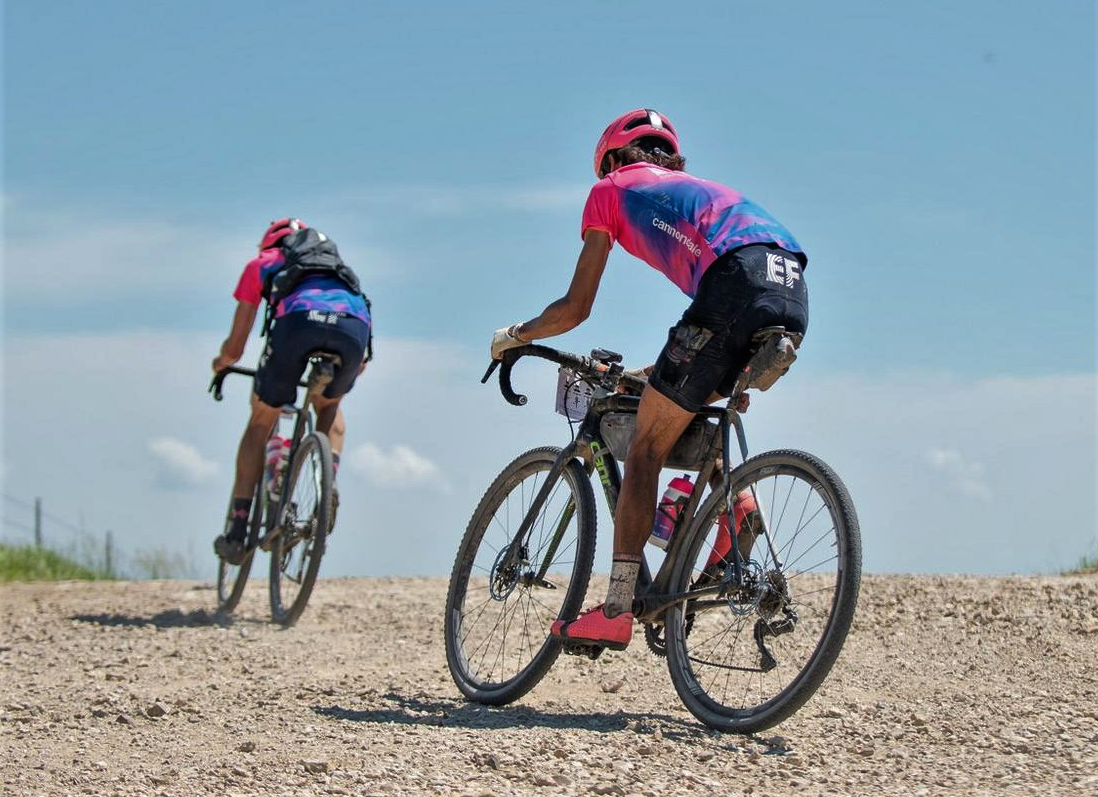
Competición de gravel

A partir de 2022, la Unión Ciclista Internacional (UCI) reconoce oficialmente la disciplina de grava.
La UCI organiza una Serie Mundial (Gravel World Series) con 18 carreras en cuatro continentes, disputadas de abril a octubre, cuyas pruebas sirven de clasificación para el Campeonato Mundial. La primera edición del Campeonato Mundial de Ciclismo en Grava se celebró en Cittadella (Italia), con victoria para el corredor profesional Gianni Vermeersch.